# Pietro Lapini
Pietro Lapini (Montalcino, ... – 1449) è stato un medico, astrologo, giurista, matematico e letterato italiano.

## Biografia
Figlio di Bernardo, Pietro Lapini nacque a Montalcino, nell’ultimo trentennio del Trecento. Nel 1401 era medico a Montalcino, e nel febbraio del 1406, insegnava allo Studio di Perugia. Fra il 1407 ed il 1409, fu docente dell'Università di Siena, mentre, nel 1413, si traferì in Francia alla corte di re Luigi II d'Angiò come medico. In un documento del 25 agosto 1414, egli è indicato come medico dell'antipapa Giovanni XXIII, che seguì a Costanza per il Concilio e, dopo la deposizione di quest'ultimo, tornò a Montalcino. Nel 1415 fu uno dei i redattori degli Statuti del Comune di Montalcino. Ottenne, poi, da parte del Comune di Siena l'autorizzazione a trasferirsi alla corte del re di Svezia e Norvegia Eric di Pomerania, ma non è detto che egli abbia soggiornato in quei luoghi, dato che non ci sono prove. Nel 1418, dal suo matrimonio con Giovanna dei Marruzzi nacque un figlio: Bernardo (che morirà giovanissimo). Sempre nel 1418, fu chiamato su incarico del duca di Milano Filippo Maria Visconti presso lo Studio pavese, dove insegnò medicina e astrologia fino al 1428, ottenendo anche l’elezione come priore nel Collegio dei medici, misura straordinaria, in quanto in precedenza l’accesso a tale carica era stato impedito ai forestieri.
L'astrologo di corte a cui si fa riferimento, nel capitolo LXVIII della Vita di Filippo Maria Visconti di Pier Candido Decembrio, molto probabilmente è Pietro Lapini. Il medico pavese Antonio Guainerio, nell'omaggio al duca di Milano del trattato De peste edito a Venezia nel 1478, annoverò fra i medici personali del duca un certo Pietro da Monte Arano, identificato dallo storico pavese Giuseppe Robolini con Pietro da Montalcino.
Durante gli anni di soggiorno a Pavia, Pietro fece spesso ritorno a Siena, dove ottenne incarichi diplomatici e insegnò astrologia presso lo Studio fino al 1430, intervallando il lavoro di insegnante con quello di ambasciatore di Filippo Maria Visconti e del pontefice Martino V. Il 22 aprile 1433, dal secondo matrimonio con la vedova Petra di Niccolò di Nastoccio Saracini, nacque il figlio Bernardo (poeta, docente, medico), lo stesso nome del fratellastro morto in giovane età. Nel 1435 era podestà di Lucignano in Val di Chiana e, nel 1446, si trovava a Milano. Morì nel 1449.

## Produzione letteraria
Pietro pronunciò diversi giudizi astrologici, e gli è stato attribuito anche un De institutione virtutum et de regimine sanitatis, dedicato a Filippo Maria Visconti. In qualità di umanista umanista partecipò al culto per Francesco Petrarca approvato dalla corte viscontea nella prima metà del XV secolo: compose un commento allegorico ai Rerum vulgarium fragmenta petrarcheschi.